# Attilio Severini
Attilio Severini (Lebensdaten unbekannt) war ein italienischer Stuntman und Filmdarsteller.
Severini war zwischen 1954 und 1985 aktiv; er hatte als Stuntman begonnen, erhielt aber im Laufe seiner vielen Filme auch Gelegenheit, sich neben vielen Rollen als Kleinstdarsteller in gehaltvolleren Nebenrollen oder sogar als Hauptdarsteller zu präsentieren. In einer Reihe von rund 100 strikt kommerzieller Genrefilme, vor allem Italowestern, Polizei- und Abenteuerfilmen, war er dabei unter teils merkwürdigen Pseudonymen wie Big Matthews (im Superhelden-Film Goldface, 1967) oder Crazy Mathews (so z. B. als Großwildjäger im Tarzan-Verschnitt Karzan il favoloso uomo della giungla, 1972) zu sehen.

## Filmografie (Auswahl)
- 1954: Aufstand im Inselparadies (La principessa delle Canarie)
- 1963: Der Henker von Venedig (Il boia di Venezia)
- 1963: Der Löwe von San Marco (Il leone di San Marco)
- 1964: Keinen Cent für Ringos Kopf (Massacro al Grande Canyon)
- 1964: Das letzte Gewehr (Jim il primo)
- 1964: Samson und der Schatz der Inkas (Sansone e il tesoro degli Incas)
- 1965: Colorado Charlie
- 1965: Kopfgeld für Ringo (Uno straniero a Sacramento)
- 1965: Der steinerne Wald (Il tesoro della foresta pietrificata)
- 1967: Golface (Goldface: il fantastico superman)
- 1967: Pronto, Amigo (Ein Colt in der Hand des Teufels) (Una colt in pugno al diavolo)
- 1967: Die Satansbrut des Colonel Blake (7 winchester per un massacro)
- 1967: Tödlicher Ritt nach Sacramento (Con lui cavalca la morte)
- 1968: Drei tolle Kerle (3 supermen a Tokio)
- 1968: O tutto o niente
- 1971: Ein Fressen für Django (W Django!)
- 1971: Zeig mir das Spielzeug des Todes (Il giorno del giudizio)
- 1972: Karzan il favoloso uomo della giungla
- 1974: Fäuste wie Dynamit (Dallas)
- 1977: El Macho
- 1979: Deckname Scorpion – er kennt keine Gnade… (Bersaglio altezza uomo)
- 1982: Sangraal der Barbar (Sangraal, la spada di fuoco)